# Аїбі
Аїбі (поч. XVIII ст.) — 18-й алаафін (володар) держави Ойо.

## Життєпис
Син Олусі та онук алаафіна Джаїна. Після отруєння батька повалено діда. Рішенням військовиків та ойо-месі (вищої ради) трон перейшов до Аїбі. Втім він вважався досить молодим, тому управління доручили басоруну (голові ойо-месі) Іба Бірі.
Після повноліття (кабійєсі) здобув фактичну владу. Надав допомогу Лейо, осемаве (володаря) Ондо, проти якихось ворогів (можливо Боргу).
Більше відомий жорстокістю та нетерпимістю. Коли одна з дружин його купала, пожартувала: «І це все той чоловік, якого всі так бояться!» Алаафін образився та наказав обезголовити батька дружини й попросив її поставити голову на кальян. Таке зло змусило знать повстати. Рішенням ойо-месі Аїбі позбавлено трону. Він наклав на себе руки після чого йому принесли яйце папуги (натяк ойо-месі про необхідність вчинення самогубства). Новим алаафіном обрано Осійаго.